# Małgorzata Kujawa
Małgorzata Kujawa, z domu Janowicz (ur. 21 stycznia 1962) – polska koszykarka, grająca na pozycji skrzydłowej, mistrzyni i reprezentantka Polski.

## Życiorys
Karierę rozpoczęła w zespole Darzbór Szczecinek. W 1979 zdobyła z nim mistrzostwo Ogólnopolskiej Spartakiady Młodzieży. W tym samym roku została zawodniczką ŁKS Łódź. Z łódzkim klubem zdobyła trzykrotnie mistrzostwo Polski (1982, 1983, 1986) oraz cztery brązowe medale mistrzostw Polski (1980, 1981, 1985, 1987).
Pod koniec kariery reprezentowała barwy AZS Koszalin oraz Unii Tczew. W tym ostatnim klubie zakończyła karierę w 1994.
Z reprezentacją Polski juniorek wystąpiła na mistrzostwach Europy w 1981 (11 miejsce), z reprezentacją Polski seniorek wystąpiła na mistrzostwach Europy w 1983 (7 miejsce) i mistrzostwach świata w 1983 (7 miejsce).
Startowała również w rozgrywkach koszykówki weteranów, tzw. maxibaskecie. W 2005 zdobyła mistrzostwo świata w kategorii +40 lat, w 2006 wicemistrzostwo Europy w kategorii +40, w 2008 wicemistrzostwo Europy w kategorii +45.